# Minčol (1139 m)
Minčol (1139 m) –  szczyt w Magurze Orawskiej na Słowacji. Jest to niewybitny szczyt znajdujący się w głównym jej grzbiecie, między szczytami Minčol (1394 m) i Bzinská hoľa (1195 m). Na jego wschodnich stokach wypływa potok Hruštinka, w kierunku południowo-zachodnim od szczytu  Minčola odchodzi grzbiet oddzielający doliny potoków Minčolský potok i Kozinský potok. Opada on w widły tych potoków w miejscowości Zázrivá.
Minčol to niewybitny, trawiasty szczyt. W okolicy szczytu na jego stokach, zwłaszcza wschodnich, znajduje się dość duża Vasiľovská hoľa. Dzięki odkrytym trawiastym terenom szczyt jest dobrym punktem widokowym. Prowadzi przez niego szlak turystyki pieszej. Na południowo-zachodniej stronie szczytu, na przełęczy Vasiľovská hoľa, sedlo dołącza do niego szlak łącznikowy z miejscowości Zázrivá.

## Szlaki turystyczne
odcinek: Minčol (1394 m) – Vasiľovská hoľa – Minčol (1139 m) – Bzinská hoľa – Príslopec – Paráč – Sedlo pod Okrúhlicou –  Okrúhlica (1165 m) – Javorinka – Okrúhlica (1076 m) – Kýčerka – Kováčka – Zázvorovci – Vojenné – Pod Vojenným – Káčerovci – Pod Mravečníkom – Mravečník – Terchová